# Mouri
Mouri (in inglese Moree) è un villaggio turistico nel distretto di Abura-Asebu-Kwamankese, nella regione Centrale sulla costa del Ghana.
Mouri venne fondata secondo la tradizione dai giganti Asebu Amanfi e da suo fratello Farnyi Kwegya, nonché da un prolifico cacciatore chiamato Adzekese. Asebu Amanfi e Farnyi Kwegya guidarono secondo la leggenda un esercito per inseguire gli israeliti che fuggivano durante l'esodo. Quando i loro uomini annegarono nel mare, i due comandanti non potevano tornare dal Faraone dopo aver fallito e per questo attraversarono con le loro famiglie il lago Chad verso la Nigeria e da lì giunsero a Mouri. Al loro arrivo al villaggio, i giganti egiziani stabilirono in loco il loro regno accompagnati dal cacciatore Adzekese. Asebu Amanfi divenne il primo re del regno di Asebu mentre Nana Adzekese divenne il primo capo di Mouri.
Storicamente le fonti hanno invece riportato che Mouri si sviluppò attorno a Fort Nassau, il primo forte stabilito sulla Costa d'Oro dalla Compagnia olandese delle Indie occidentali nel 1621.